# Gaston Ry
René Rostagny, dit Gaston Ry,,,, est un journaliste, peintre et écrivain français du XXe siècle, né le 12 août 1902 à Mustapha et mort le 11 octobre 1978 à Marseille.

## Biographie

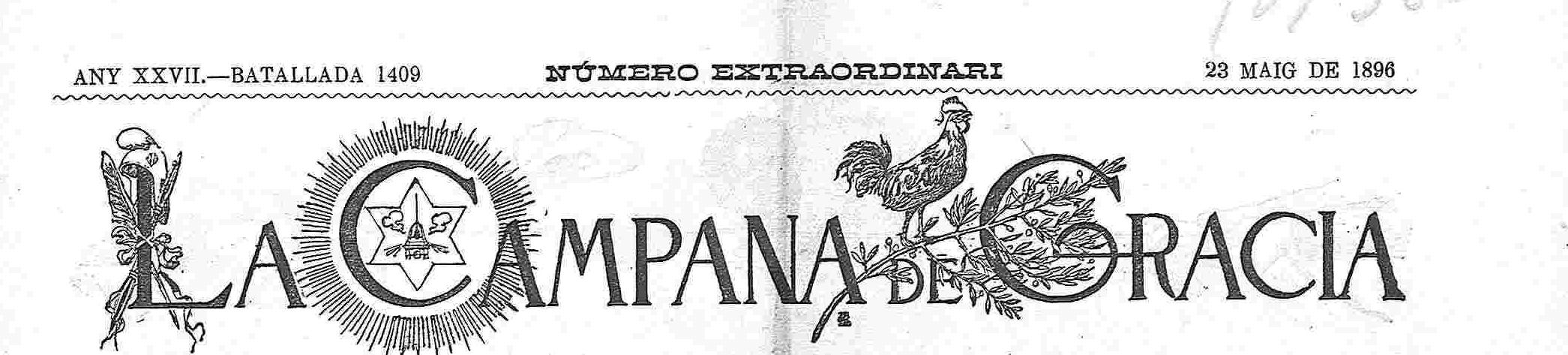
Logo de La Campana de Gràcia

Dès les années 1920, il se fait remarquer parmi les jeunes artistes représentant les idées neuves d'Alger. (1916 - Salon d'automne, 1923 - Salon des artistes orientalistes algériens, 1927 - Salon du rire, etc.)
Dans les années 1930 il participe, à Barcelone, à plusieurs magazines, dont L’Esquella de la Torratxa (ca), La Campana de Gràcia (ca), aux premiers numéros du magazine El Be Negre (ca), La Humanitat (ca)...
De 1930 à 1936, il est publiciste à la FOX FILM.
En juillet 1936 il est rapatrié à Paris où il continue ses activités à la FOX jusqu'en 1938, date à laquelle il se rend à Alger.
À Alger il est illustrateur dans l'hebdomadaire satirique Le Canard Sauvage (Alger 1943-1946).
Journaliste et Grand Reporter à Dernière Heure et L'écho d'Alger, il réalise entre autres un reportage sur Foujita avec lequel il noue une véritable amitié.
Il est décoré de la médaille d'argent des Beaux-Arts de la ville d'Alger.
En 1961, pour son œuvre de peintre, il reçoit le Grand Prix Artistique de l'Algérie.  
En 1962 il est président de L’Union des Artistes d’Afrique du Nord.
Après l'indépendance de l'Algérie, installé à Marseille, il est journaliste pour Le Méridional (il signe ses articles du pseudonyme René Rostagny),,.

## Œuvres

### Illustrations
- 1932 - Illustration pour le magazine La Campana de Gràcia du 7 mai 1932[8]
- 1933 - Illustration pour le magazine La Campana de Gràcia du 14 novembre 1933[9]
- 1945 - Histoire de Brazza, racontée par sa fille Marthe Savorgnan de Brazza, Alger, Office français d'éditions (Impr. Nord-Africaine)[10] (Note : René Rostagny est un ami de la famille Brazza en 1962 lors de la mort de Charles Savorgnan de Brazza)[11]
- 1946 - Isabelle et les oiseaux, conte de Marie-Thérèse Février. Illustrations de Gaston Ry, E. Charlot (Alger)[12]
- 1946 - Histoire d'une ménagerie, racontée par Gilbert Velaire et dessinée par Gaston Ry, Charlot (Alger)[13]
- 10 Chansons de France, Illustrées par Gaston Ry, éditions Charlot[14]
- 1951 - Il s'agit des hommes, nouvelles de Georges Wacheux, Gravures de René Rostagny, Alger : Impr. nord-africaine[15]
- 1958 - Les Aveugles, ces méconnus, Les Évadés de la nuit, Quand le jour s'efface, par Édouard d'Armancourt. Poème de Jacques Brindejont-Offenbach. Dessins humoristiques de Gaston Ry, Alger, impr. de V. Heintz[16]

### Affiches
- vers 1930 - Affiche publicitaire pour le Grand Bon Marché, Imprimerie Baconnier (Alger)[17]
- vers 1930 - Affiche publicitaire pour la Loterie Algérienne[18]
- 1943-1944 - Pour la France. Emprunt africain, Imprimerie Baconnier (Alger) (plusieurs versions)[19],[20]
- 1944 - Bons du Trésor pour la victoire, Alger[21]
- 1944 - Entre ciel et mer au service de la France, jeunes gens l'Aéronautique navale vous attend !, Imprimerie Baconnier (Alger)[22]
- OUI ! VICTOIRE, Imprimerie Baconnier (Alger), Musée des Civilisations de l'Europe et de la Méditerranée[23]

### Livre
- 1967 : La Grande honte : histoire de la rébellion en Algérie française du 1er novembre 1954 au 3 juillet 1962 par René Rostagny, préface de Jean-Pierre Rondeau, réédition Coulommiers : Dualpha, cop. 2005[24]